# Institut d'optique Graduate School
La Institut d'optique Graduate School è un'università francese, grande école d'ingegneria, istituita nel 1917. La sede è situata a Palaiseau, nel campus dell'Università Parigi-Saclay.

## Didattica
Si possono ottenere i seguenti diplomi: 
- ingénieur SupOptique (SupOptique Graduate ingegnere Master)
- laurea magistrale, master di ricerca e dottorato (PhD)
- laurea specialistica, master specializzati (Mastère MS Spécialisé).

## Centri di ricerca
La ricerca alla SupOptique è organizzata attorno a 5 poli tematici:
- Ottico
- Immagini
- Fotonica
- Nanoscienza
- Metrologia